# ناتالیا بوکسا
ناتالیا بوکسا (اوکراینی: Наталія Ігорівна Букса؛ زادهٔ ۶ نوامبر ۱۹۹۶) شطرنج‌باز اهل اوکراین است.
او در مسابقات شطرنج قهرمانی جوانان جهان سال ۲۰۱۵ میلادی مقام نخست را به دست آورد. او پس از آن یک استاد بزرگ شطرنج شد و به مسابقات قهرمانی شطرنج زنان ۲۰۱۷ راه یافت.
او در مسابقات شطرنج کشوری در اوکراین در سال ۲۰۱۸ نیز مقام نخست را به دست آورد.
او در سال ۲۰۱۸ توسط فیده عنوان استاد بین‌المللی به او اعطا شد.